# الاتحاد السعودي للكريكيت
الاتحاد السعودي للكريكيت (بالإنجليزية: Saudi Cricket Centre) هو اتحاد رياضي سعودي مسؤول عن رياضة الكريكيت ويهتم بالترويج للعبة الكريكيت وتطويرها في المملكة العربية السعودية على المستوى الشعبي. يقع مقره في مدينة الرياض، وأسس سنة 2001 باسم «المركز السعودي للكريكيت» وتمت إعادة هيكلته وتسميته إلى «الاتحاد السعودي للكريكيت» في 2020.

## التاريخ
في عام 1978م بدأت الرابطات الإقليمية للكريكيت في جدة والرياض والدمام للمرة الأولى بتنظيم مباريات وبطولات في عطلات نهاية الأسبوع، وطوّرت عددًا قليلاً من مرافق الكريكيت. في عام 2003، تم الحصول على الترخيص من الرئاسة العامة لرعاية الشباب (وزارة الرياضة حاليًّا)، وسُجلت السعودية بشكل رسمي كعضو مشارك في المجلس الآسيوي للكريكيت (ACC)، وكعضو منتسب في المجلس الدولي للكريكيت (ICC). في عام 2020 تأسس الاتحاد السعودي للكريكيت (SACF) تحت رعاية اللجنة الأولمبية العربية السعودية ووزارة الرياضة، وتم تعيين الأمير سعود بن مشعل بن محمد آل سعود كأول رئيس لمجلس الإدارة.

## وصلات خارجية
- الموقع الرسمي